# Abdülkerim Bardakcı
Abdülkerim Bardakcı (Meram, 7 de septiembre de 1994) es un futbolista turco que juega en la demarcación de defensa para el Galatasaray S. K. de la Superliga de Turquía.

## Selección nacional
Tras jugar con la selección de fútbol sub-18 de Turquía, la sub-19, la sub-20 y la sub-21 hizo su debut con la selección absoluta el 16 de junio de 2023 en un partido de clasificación para la Eurocopa 2024 contra Letonia que finalizó con un resultado de 2-3 a favor del combinado turco tras los goles de Eduards Emsis y Kristers Tobers para Letonia, y de Cengiz Ünder, İrfan Can Kahveci y del propio Bardakcı para el combinado turco.

### Participaciones en Eurocopas
| Copa          | Sede     | Resultado        | Partidos | Goles |
| ------------- | -------- | ---------------- | -------- | ----- |
| Eurocopa 2024 | Alemania | Cuartos de final | 4        | 0     |

### Goles internacionales
| # | Fecha               | Estadio                         | Oponente | Gol | Resultado | Competición                         |
| - | ------------------- | ------------------------------- | -------- | --- | --------- | ----------------------------------- |
| 1 | 16 de junio de 2023 | Estadio Skonto, Riga, Letonia   | Letonia  | 0-1 | 2-3       | Clasificación para la Eurocopa 2024 |
| 2 | 23 de marzo de 2025 | Puskás Aréna, Budapest, Hungría | Hungría  | 0-3 | 0-3       | Liga de Naciones de la UEFA 2024-25 |

## Clubes
| Club                     | País    | Año       | Partidos | Goles |
| ------------------------ | ------- | --------- | -------- | ----- |
| Konyaspor                | Turquía | 2011-2013 | 23       | 0     |
| 1922 Konyaspor (cedido)  | Turquía | 2014      | 6        | 1     |
| Adana Demirspor (cedido) | Turquía | 2014-2015 | 40       | 4     |
| Konyaspor                | Turquía | 2015-2016 | 23       | 1     |
| Samsunspor (cedido)      | Turquía | 2017      | 33       | 1     |
| Giresunspor (cedido)     | Turquía | 2018      | 14       | 0     |
| Denizlispor (cedido)     | Turquía | 2018-2019 | 32       | 2     |
| Altay S. K. (cedido)     | Turquía | 2019-2020 | 31       | 3     |
| Konyaspor                | Turquía | 2020-2022 | 73       | 8     |
| Galatasaray S. K.        | Turquía | 2022-     | 125      | 15    |

## Palmarés

### Títulos nacionales
| Título               | Club              | País    | Año  |
| -------------------- | ----------------- | ------- | ---- |
| Superliga de Turquía | Galatasaray S. K. | Turquía | 2023 |
| Supercopa de Turquía | Galatasaray S. K. | Turquía | 2023 |
| Superliga de Turquía | Galatasaray S. K. | Turquía | 2024 |
| Copa de Turquía      | Galatasaray S. K. | Turquía | 2025 |
| Superliga de Turquía | Galatasaray S. K. | Turquía | 2025 |